# 김영빈 (1984년)
김영빈(한국 한자: 金榮彬, 1984년 4월 8일 ~ )은 대한민국의 전 축구 선수다.

## 클럽 경력
2007년, 인천 유나이티드에 입단하였다. 전 감독이었던 장외룡 감독은 공중볼에서 압도적인 그를 공격수로 기용한 바 있다.
2011년 7월 28일, 팀 동료인 전보훈과 함께 김한섭과 트레이드되어 대전 시티즌으로 이적하였다. 이후 군 복무를 위해 상주 상무 피닉스에 입단하였다. 군복무를 끝내고 대전 시티즌으로 복귀했으나 2013년에는 한 경기에도 출장하지 못하였고, 결국 2014 시즌을 앞두고 경남 FC로 이적하였다. 그러나 팀의 1부 리그 잔류에 끝내 실패했고, 내셔널리그의 용인시청으로 이적하였다.

2015시즌 이후 현역에서 은퇴했다.